# Gheorghe Cobirzan

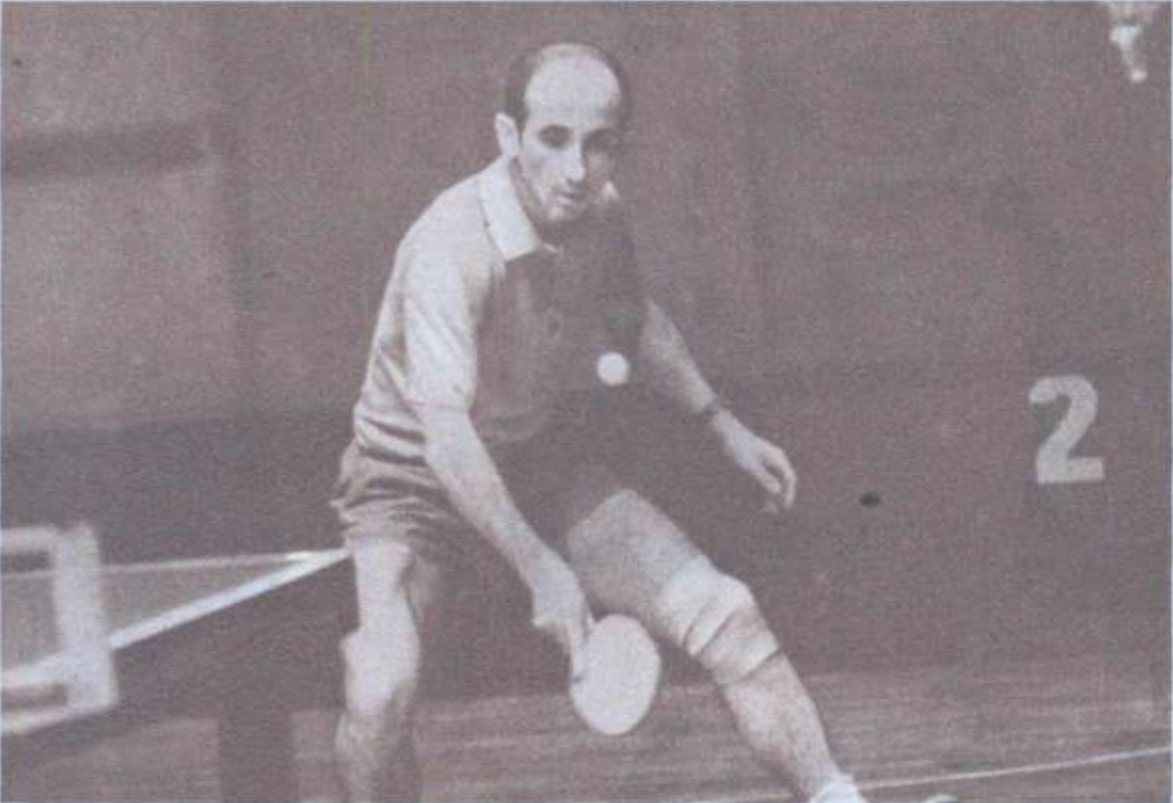
Gheorghe Cobîrzan im Europokalfinale 1967

Gheorghe Cobîrzan (* 1940) ist ein ehemaliger rumänischer Tischtennisspieler. Er wurde 1960 Europameister im Mixed.

## Werdegang
Erste internationale Erfolge verzeichnete Gheorghe Cobirzan als Jugendlicher. So gewann er 1958 bei der Jugend-Europameisterschaft den Titel im Einzel, im Doppel mit Radu Negulescu, im Mixed mit Maria Golopenta und mit der rumänischen Mannschaft. Bei den nationalen rumänischen Meisterschaften der Erwachsenen wurde er sechsmal Meister: Im Doppel 1960 (mit Tiberiu Kovacs) und 1965 bis 1967 (mit Dorin Giurgiucă) sowie 1960 und 1962 im Mixed mit Maria Alexandru (vormals Golopenta). Er spielte beim Verein CSM Cluj, mit dem er 1961, 1964, 1965 und 1967 Europapokalsieger wurde.
Von 1961 bis 1967 nahm er an vier Weltmeisterschaften teil, kam jedoch nie in die Nähe von Medaillen. Erfolgreicher war er bei der Europameisterschaft 1960 in Zagreb, wo er im Mixed mit Maria Alexandru Europameister wurde. 1965 gewann er die Balkanmeisterschaften im Doppel mit Dorin Giurgiucă und mit der Mannschaft, im Mixed mit Catrinel Maria Folea kam er bis ins Endspiel und im Einzel ins Halbfinale.
Nach 1967 trat Gheorghe Cobirzan international nicht mehr in Erscheinung.

## Turnierergebnisse
| Verband | Veranstaltung                         | Jahr | Ort        | Land | Einzel     | Doppel    | Mixed        | Team |
| ------- | ------------------------------------- | ---- | ---------- | ---- | ---------- | --------- | ------------ | ---- |
| ROU     | Balkan Meisterschaft                  | 1965 | Sofia      | BUL  | Halbfinale | Gold      | Silber       | 1    |
| ROU     | Europameisterschaft                   | 1960 | Zagreb     | YUG  |            |           | Gold         |      |
| ROU     | Jugend-Europameisterschaft (Junioren) | 1958 | Falkenberg | SWE  | Gold       | Gold      | Gold         | 1    |
| ROU     | Jugend-Europameisterschaft (Junioren) | 1956 | Opatija    | YUG  | Halbfinale |           |              |      |
| ROU     | Weltmeisterschaft                     | 1967 | Stockholm  | SWE  | letzte 16  | letzte 32 | keine Teiln. | 9    |
| ROU     | Weltmeisterschaft                     | 1965 | Ljubljana  | YUG  | letzte 64  | letzte 64 | Qual         | 11   |
| ROU     | Weltmeisterschaft                     | 1963 | Prag       | TCH  | letzte 128 | letzte 16 | letzte 128   | 13   |
| ROU     | Weltmeisterschaft                     | 1961 | Peking     | CHN  | letzte 64  | letzte 32 | letzte 32    | 8    |